# Spilomyia chinensis
Spilomyia chinensis är en tvåvingeart som beskrevs av Hull 1950. Spilomyia chinensis ingår i släktet trädblomflugor, och familjen blomflugor. Inga underarter finns listade i Catalogue of Life.